# Distrito de Tibillo
El Distrito de Tibillo es uno de los cinco distritos de la Provincia de Palpa, ubicada en el Departamento de Ica, bajo la administración del Gobierno regional de Ica, en el surcentro del Perú. 

## Historia
Fue creado el 16 de enero de 1953 mediante Ley 11969, en el gobierno del Presidente Manuel A. Odría.

## Capital
Su capital es la ciudad de Tibillo, situada a 2.180 m s. n. m.

## Localización
| Noroeste: Córdova (Huaytará) y Yauca del Rosario(Ica) | Norte: Córdova(Huaytará) y Ocoyo(Huaytará) | Noreste: Ocoyo(Huaytará) y Huac-Huas(Lucanas) |
| Oeste: Yauca del Rosario(Ica) y Santiago(Ica)         |                                            | Este: Huac-Huas(Lucanas)                      |
| Suroeste: Santiago(Ica) y Distrito de Santa Cruz      | Sur: Santa Cruz y Río Grande               | Sureste: Río Grande                           |

## Autoridades

### Municipales
- 2023 - 2026[1]
  - Alcalde: EDY REY CHOQUE PEREZ, del Partido UNO POR ICA.
  - Regidores: GLORIA LUZ MONTAÑO HINOSTROZA (UNO POR ICA), LEONEL BLADIMIR ESPINOZA GERONIMO (UNO POR ICA), ELVIS LENER HUARANCCA MISAJEL (UNO POR ICA), NOEMI LIZETH HUARCAYA HUAMAN (UNO POR ICA), MARY LUISA ESPINOZA CANCHO (ALIANZA POR EL PROGRESO).
- 2023 - 2026
  - Alcalde: EDY REY CHOQUE PEREZ.

### Religiosas
- Párroco: Pbro. Juan Ricardo Villagómez Villaverde, O.F.M. (Parroquia San Cristóbal).[2]

## Festividades
- Semana Santa.
- Santa Ana.
- Todos los Santos.